# Henning Dafel
Henning Johannes "Henry" Dafel (Pretòria, 8 de gener de 1889 - Darling Point, Nova Gal·les del Sud, 21 d'agost de 1947) va ser un atleta sud-africà, que va competir a començaments del segle xx.
El 1920 va prendre part en els Jocs Olímpics d'Anvers, on disputà quatre proves del programa d'atletisme. En la cursa del 4x400 metres relleus, formant equip amb Clarence Oldfield, Jack Oosterlaak i Bevil Rudd, guanyà la medalla de plata. En els 400 metres fou sisè, mentre en els 800 metres i el 4x100 metres relleus quedà eliminat en sèries.

## Millors marques
- 400 metres. 48.7" (1920)[1]